# Hermannsberger Weiher
Der Hermannsberger Weiher ist ein mit Verordnung vom 21. Dezember 1973 des Regierungspräsidiums Tübingen ausgewiesenes Naturschutzgebiet (NSG-Nummer 4.065) im Westen der baden-württembergischen Gemeinde Achberg im Landkreis Ravensburg  in Deutschland.

## Lage
Das rund 17 Hektar große Naturschutzgebiet Hermannsberger Weiher gehört zum Naturraum Westallgäuer Hügelland. Es liegt zwischen den Achberger Ortsteilen Siberatsweiler im Norden, Liebenweiler im Osten und Gunderatweiler im Süden sowie dem zu Tettnang gehörenden Rudenweiler im Westen auf einer Höhe von rund 500 m ü. NN.

## Geologie
In der Würm-Eiszeit, vor etwa 20.000 Jahren, prägte der Rhein-Vorlandgletscher die Landschaft um den Hermannsberger Weiher. Die Drumlins stellen hier heute die typische Geländeform dar.

## Geschichte
Am Anfang des 18. Jahrhunderts war die Bezeichnung „Hergensperger Weyer“ auf Karten, Urkunden und in der Literatur gebräuchlich. Nach Trockenlegung mit nachfolgender Streunutzung der Feucht- und Nasswiesen auf dem ehemaligen Weiherboden bürgerte sich vorübergehend der Flurname „Hergensperger Moos“ ein. Heute wird nur noch die Bezeichnung Hermannberger Weiher benutzt. Die Torfschicht des Weihers über feinsandigem Kalk ist heute teilweise bis zu zehn Meter mächtig.
Vom Mittelalter bis vor etwa 150 Jahren diente der Hermannsberger Weiher der Fischzucht und der Wiesenbewässerung.

## Schutzzweck
Wesentlicher Schutzzweck ist die Erhaltung und Aufwertung des abgelassenen ehemaligen Weihers, dessen Boden heute von einem Flachmoor mit einer Vielzahl bemerkenswerter Pflanzengesellschaften bedeckt wird.

## Flora und Fauna

### Flora
Aus der schützenswerten Flora sind folgende Pflanzenarten (Auswahl) zu nennen:
- Doldenblütler
  - Kümmelblättrige Silge (Selinum carvifolia)
  - Sumpf-Haarstrang  (Peucedanum palustre) oder Ölsenich
- Enziangewächse
  - Schwalbenwurz-Enzian (Gentiana asclepiadea)
- Fieberkleegewächse
  - Fieberklee  (Menyanthes trifoliata) oder Bitterklee
- Hahnenfußgewächse
  - Akeleiblättrige Wiesenraute (Thalictrum aquilegiifolium), auch Amstelraute genannt
  - Wald-Hahnenfuß (Ranunculus nemorosus), auch Hain-Hahnenfuß genannt
- Heidekrautgewächse
  - Besenheide (Calluna vulgaris), auch Heidekraut genannt
- Hülsenfrüchtler
  - Berg-Klee (Trifolium montanum)
- Kardengewächse
  - Gewöhnlicher Teufelsabbiss (Succisa pratensis), auch einfach Abbiss oder Teufelwurz und Teufelsbiss genannt
- Korbblütler
  - Färber-Scharte (Serratula tinctoria)
  - Gewöhnliches Katzenpfötchen (Antennaria dioica)
  - Niedrige Schwarzwurzel (Scorzonera humilis)
  - Sumpf-Pippau (Crepis paludosa)
  - Weidenblättriger Alant (Inula salicina) oder Weiden-Alant
- Kreuzblumengewächse
  - Gewöhnliche Kreuzblume (Polygala vulgaris), auch Gewöhnliches Kreuzblümchen
  - Sumpf-Kreuzblume (Polygala amarella), auch Sumpf-Kreuzblümchen
- Lippenblütler
  - Heil-Ziest (Stachys officinalis), auch Echte Betonie, Flohblume, Pfaffenblume, Zahnkraut oder Zehrkraut genannt
- Orchideen
  - Breitblättriges Knabenkraut (Dactylorhiza majalis), auch Breitblättrige Fingerwurz genannt
  - Großes Zweiblatt (Listera ovata)
  - Mücken-Händelwurz (Gymnadenia conopsea), auch Langsporn-Händelwurz, Fliegen-Händelwurz oder Große Händelwurz genannt
  - Sumpf-Stendelwurz (Epipactis palustris), auch als Weiße Sumpfwurz, Echte Sumpfwurz oder Sumpf-Sitter bekannt
  - Zweiblättrige Waldhyazinthe (Platanthera bifolia), auch Weiße Waldhyazinthe
- Primelgewächse
  - Mehlprimel (Primula farinosa) oder Mehlige Schlüsselblume
- Rötegewächse
  - Nordisches Labkraut (Galium boreale)
- Rosengewächse
  - Blutwurz (Potentilla erecta), auch Dilledapp, Durmentill, Natter(n)wurz, Rotwurz, Ruhrwurz, Siebenfinger oder Tormentill genannt
  - Großer Wiesenknopf (Sanguisorba officinalis)
- Sauergrasgewächse
  - Alpen-Rasenbinse (Trichophorum alpinum)
  - Blaugrüne Segge (Carex flacca), auch als Schlaffe Segge, Blau-Segge oder, in älteren Werken, als Meergrüne Segge bezeichnet
  - Bleiche Segge (Carex pallescens)
  - Breitblättriges Wollgras (Eriophorum latifolium)
  - Davalls Segge (Carex davalliana), auch als Torf-Segge oder Rau-Segge bezeichnet
  - Faden-Segge (Carex lasiocarpa)
  - Floh-Segge (Carex pulicaris)
  - Hirse-Segge (Carex panicea)
  - Igel-Segge (Carex echinata)
  - Pillen-Segge (Carex pilulifera)
  - Rostrotes Kopfried (Schoenus ferrugineus)
  - Saum-Segge (Carex hostiana)
  - Schlamm-Segge (Carex limosa)
  - Schmalblättriges Wollgras (Eriophorum angustifolium)
  - Schnabel-Segge (Carex rostrata)
  - Schuppenfrüchtige Gelb-Segge (Carex lepidocarpa)
  - Steife Segge (Carex elata)
  - Sumpf-Segge (Carex acutiformis), oft auch als Scharfkantige Segge bezeichnet
  - Zweihäusige Segge (Carex dioica)
- Schachtelhalmgewächse
  - Teich-Schachtelhalm (Equisetum fluviatile) oder Schlamm-Schachtelhalm
- Schwertliliengewächse
  - Sumpf-Schwertlilie (Iris pseudacorus), auch Gelbe Schwertlilie genannt
- Simsenliliengewächse
  - Gewöhnliche Simsenlilie (Tofieldia calyculata)
- Sonnentaugewächse
  - Rundblättriger Sonnentau (Drosera rotundifolia), auch Himmelstau, Herrgottslöffel, Himmelslöffelkraut, Spölkrut oder Widdertod genannt
- Spindelbaumgewächse
  - Sumpf-Herzblatt (Parnassia palustris), auch Studentenröschen genannt
- Veilchengewächse
  - Hunds-Veilchen (Viola canina), auch Roßveilchen genannt
  - Sumpf-Veilchen (Viola palustris)
- Wasserschlauchgewächse
  - Gemeines Fettkraut (Pinguicula vulgaris), auch Blaues Fettkraut, Gewöhnliches Fettkraut oder Kiwitzfettkraut
  - Kleiner Wasserschlauch (Utricularia minor)

### Fauna
Unter den zu beobachtenden Libellen gibt es sowohl auf Moore wie auch auf Fließ- und Stillgewässer spezialisierte Arten. Das Naturschutzgebiet ist zudem ein wichtiges Brut-, Rast- und Durchzugsgebiet für Vögel.